# چارلز لوتر
چارلز لوتر (انگلیسی: Charles Luther؛ ۸ اوت ۱۸۸۵ – ۲۴ ژانویه ۱۹۶۲ (aged 76)) ورزشکار دو و میدانی اهل سوئد بود.
وی در مسابقات کشوری و بین‌المللی در مجموع برندهٔ ۱ مدال نقره شده‌است.